# Burg Altraderach
Die Burg Altraderach, auch Castrum in Radray, Alte Burg oder Heidenschlösschen genannt, ist eine abgegangene Burg im Bereich zwischen Unterraderach und Raderach. Der noch gut sichtbare Burgstall liegt auf der Gemarkung Kluftern der Stadt Friedrichshafen im Bodenseekreis in Baden-Württemberg.

## Geschichte
Die Burg wurde im 12. Jahrhundert von den Herren von Raderach erbaut, 1160 erstmals mit Werner von Raderach urkundlich erwähnt, der die Übergabe von Eigenleuten an das Kloster St. Blasien bezeugt, Am 14. März 1280 verspricht Graf Manegold von Nellenburg dem Bischof von Konstanz gegen 150 Mark Silber das Castrum in Radray, das er von Wernher von Roderach erkauft und von König Rudolf zu Lehen empfangen hatte, von diesem Lehensverhältnis zu befreien und dem Hochstift Konstanz als Eigentum zu übergeben. Von diesem wurde die Burg später aufgegeben.

## Beschreibung

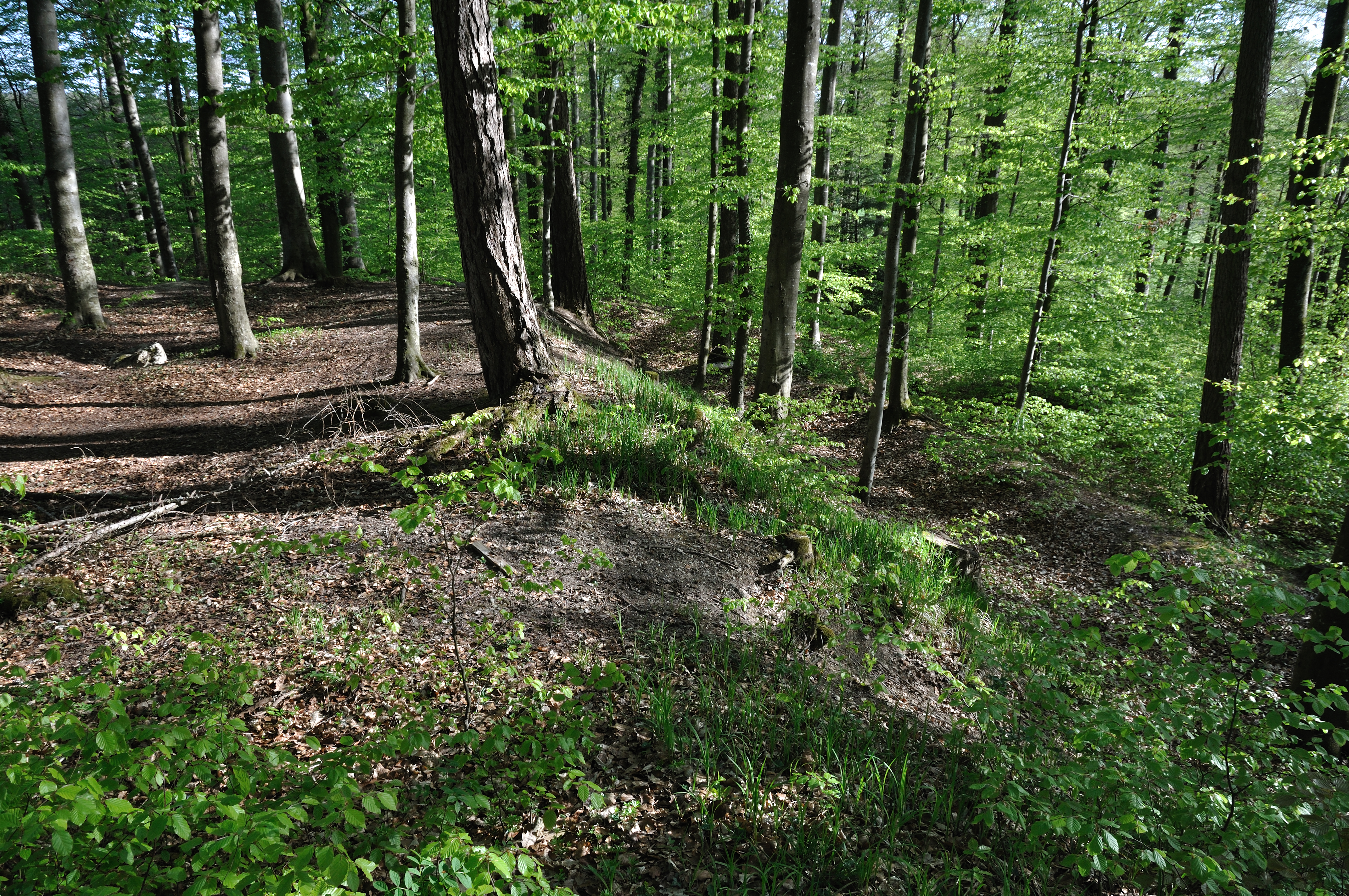
Burgstall mit Graben und westlichem Vorwall

Die Kernfläche der Burg beträgt etwa 20 auf 21 Meter. Sie ist von einem heute noch gut zu erkennenden Ringgraben umgeben, der durch eine Wallrippe nach außen abgegrenzt wird. Der Ringgraben geht an der steilen östlichen Hangseite direkt in den Hang über, an den anderen Seiten sind noch Reste eines Vorwalls zu erkennen. Die flache Nordseite der Anlage wird durch einen hohen Vorwall und einen etwa 2,5 Meter tiefen Graben geschützt, der an der nordwestlichen Ecke der Anlage durchbrochen ist, offenbar lag zwischen dieser Ecke und der westlichen Wallrippe ein (wahrscheinlich jüngerer) Zugang. An der westlichen Seite ist der Vorwall deutlich niedriger, aber noch gut zu erkennen, an der Südseite ist er zu einer Terrasse mit einer leichten Erhöhung abgerutscht.
Die örtliche Überlieferung siedelt hier die Geschichte der Rosa von Tannenburg – die Alte Burg entspricht dabei der Tannenburg – und der ebenfalls abgerissenen Neuen Burg (Fichtenburg) in Raderach an. In der Folge gibt es in Raderach eine Fichtenburgstraße, in dem näher liegenden Unterraderach eine Tannenburgstraße.